# Schellerten
Schellerten è un comune di 8.439 abitanti della Bassa Sassonia, in Germania.
Appartiene al circondario (Landkreis) di Hildesheim (targa HI).

## Geografia antropica

### Suddivisioni amministrative
Oltre al capoluogo (Schellerten), il territorio comunale comprende le frazioni di Ahstedt, Bettmar, Dingelbe, Dinklar, Farmsen, Garmissen-Garbolzum, Kemme, Oedelum, Ottbergen, Wendhausen, Wöhle.